# Francisco Bustillo
Francisco Carlos Bustillo Bonasso (Montevideo, 1º aprile 1960) è un politico e diplomatico uruguaiano, ministro degli Esteri dell'Uruguay sotto la presidenza di Luis Lacalle Pou dal 6 luglio 2020 al 1º novembre 2023.

## Biografia

### Carriera diplomatica e politica
Entrato a far parte del ministero degli Esteri dell'Uruguay per concorso pubblico il 1º gennaio 1986, ha ricoperto numerosi incarichi a Montevideo e all'estero. Nell'aprile 2005 è stato nominato dal presidente Tabaré Vázquez ambasciatore plenipotenziario in Argentina, incarico che ha ricoperto per 5 anni. Nel 2012, il nuovo capo di Stato José Mujica lo ha nominato ambasciatore in Spagna.
Il 6 luglio 2020 ha giurato come ministro degli Esteri dell'esecutivo guidato da Luis Lacalle Pou.